# Bill Atkinson (Programmierer)

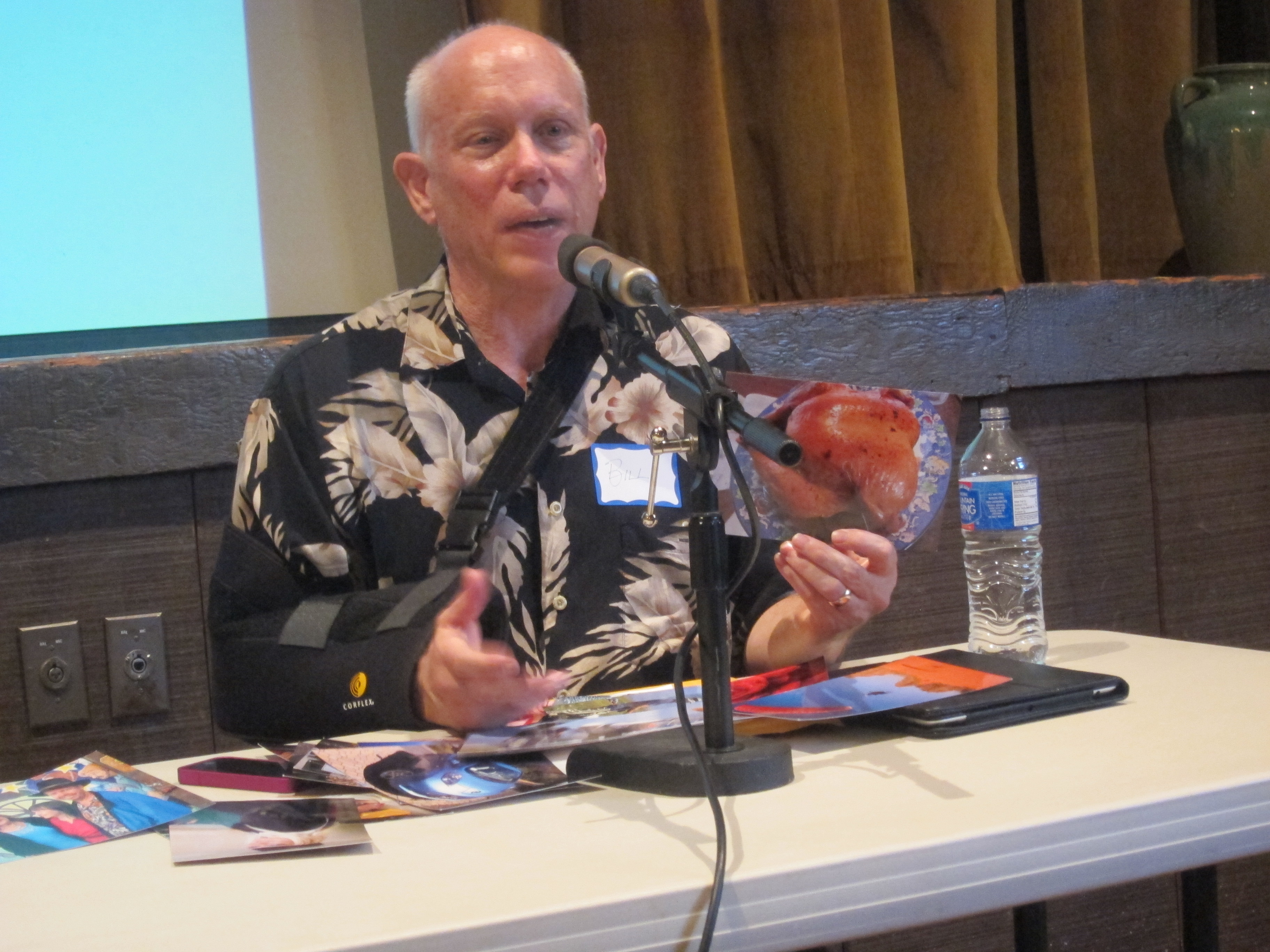
Bill Atkinson, Entwickler der HyperCard Software, spricht beim Berkeley Cybersalon am 12. August 2012 zum 25-jährigen Jubiläum von HyperCard

William Dana „Bill“ Atkinson (* 17. März 1951 in Los Gatos, Kalifornien; † 5. Juni 2025 in Portola Valley, Kalifornien) war ein US-amerikanischer Programmierer und Naturfotograf. Er arbeitete in den späten 1970er und den frühen 1980er Jahren bei Apple und gehörte zum ersten Entwicklerteam der Firma.

## Leben
Atkinson studierte an der University of California, San Diego, wo der Vater des Apple-Macintosh Jef Raskin einer seiner Professoren war und ihn zu Apple holte. Dort gehörte er zur ursprünglichen Macintosh-Entwicklungsmannschaft. Bei der Entwicklung des nur 45 kB großen Malprogramms MacPaint im Sommerhalbjahr 1983, das mit nur 128 kB RAM läuft, kam ihm eine Schlüsselfunktion zu. Ebenso geht die Grafikbibliothek QuickDraw auf Atkinson zurück. QuickDraw ist eine Programmierschnittstelle, die grundlegend für die grafische Darstellung der Lisa- und Macintosh-Computer zuständig ist und Routinen zur Darstellung von Bildschirmelementen enthält.
Atkinson entwickelte 1987 aus einem selbst programmierten Notizblock namens „Quickfile“ das Autorensystem HyperCard, eines der ersten und populärsten Hypertext-Systeme zur Erstellung von Multimediaanwendungen. Die Entwicklung von HyperCard wurde 1998 eingestellt, das HyperCard-Konzept wurde jedoch von der Firma Runtime Revolution aufgegriffen, weiterentwickelt und an aktuelle technische Standards angepasst.
Zusammen mit Andy Hertzfeld, der 1979 als Angestellter Nr. 435 zu Apple gekommen war, gründete er 1990 General Magic.
Nachdem Bill Atkinson bereits als Zehnjähriger an einem Fotowettbewerb teilgenommen hatte, arbeitete er seit 2002 als Naturfotograf.
Bill Atkinson starb am 5. Juni 2025 im Alter von 74 Jahren an Bauchspeicheldrüsenkrebs.